# Отношения Венесуэлы и САДР
Венесуэльско-западносахарские отношения — двусторонние дипломатические отношения между Боливарианской Республикой Венесуэла и Сахарской Арабской Демократической Республикой (САДР).

## История
Венесуэла признала независимость САДР 3 августа 1982 года, формальные дипломатические отношения были установлены в декабре того же года, во время правления Луиса Эррера Кампинса. Посольство САДР было открыто в Каракасе в 1982, посольство Венесуэлы аккредитовано в Алжире.
5 октября 2004 года Конвенция о внутренней кооперации была подписана министром энергетики и природных ресурсов Венесуэлы Рафаэлем Рамиресом и министром иностранных дел САДР Салеком Баба. 31 января 2007 года 11 студентов из Западной Сахары прибыли в Венесуэлу на курсы нефтепереработки в Кумане в рамках Международной Школьной Программы Венесуэлы.
В апреле 2010 ответственный за отношения с Африкой представитель Венесуэлы Рейналдо Боливар встретился с западносахарским послом Омаром Эмбойриком Ахмедом с целью расширения общей образовательной программы. 27 октября 2011 совместная конвенция о кооперации в плане водных ресурсов была подписана представителем министерства окружающей среды и природных ресурсов по водным ресурсам Кристобалем Франциско Оритцем и западносахарским послом.